# School Dayz
School Dayz — дебютний і останній студійний альбом американського репера-дитини Baby DC, виданий 29 вересня 1998 р. $hort Records та Jive Records. Є першим спільним релізом зазначених лейблів. Більшість пісень сподюсував давній приятель Too Short, Ент Бенкс.
Платівку випустили до того, як Lil' Bow Wow, Lil Soldiers і Lil Romeo (виконавці з вікової категорії, що й Baby DC) досягли успіху в чартах альбомів. Через недостатню промоцію School Dayz не потрапив до чартів, однак це вдалося синглу «Bounce, Rock, Skate, Roll». Виконавчі продюсери: Too Short, Пол Браун. Зведення: Кріс Треветт. Мастеринг: Том Койн. Фотограф: Ернест Вашингтон.

## Список пісень
1. «Kid Capri Intro» — 0:13
2. «Bounce, Rock, Skate, Roll» (з участю Imajin) — 4:47
3. «Do That Dance (Say Uhh Ohh)» — 2:37
4. «Rich Kids 4 Life» — 2:58
5. «Message from Snoop Dogg» — 0:24
6. «Candy Girl» (з участю Imajin) — 3:40
7. «I'm Feelin' You» — 3:34
8. «That Ain't Much» — 4:00
9. «Message from Ice Cube» — :17
10. «Get Your Hustle On» — 4:33
11. «Gimme Mine» (з участю E-40) — 4:33
12. «Video Game Playa» — 3:39
13. «Poppa Was a Soldier» (з участю Ant Banks) — 3:39

## Чартові позиції
«Bounce, Rock, Skate, Roll»
| Чарт (1999)              | Найвища позиція |
| ------------------------ | --------------- |
| US Hot Rap Singles       | 12              |
| US Hot R&B/Hip-Hop Songs | 91              |